# Flanella

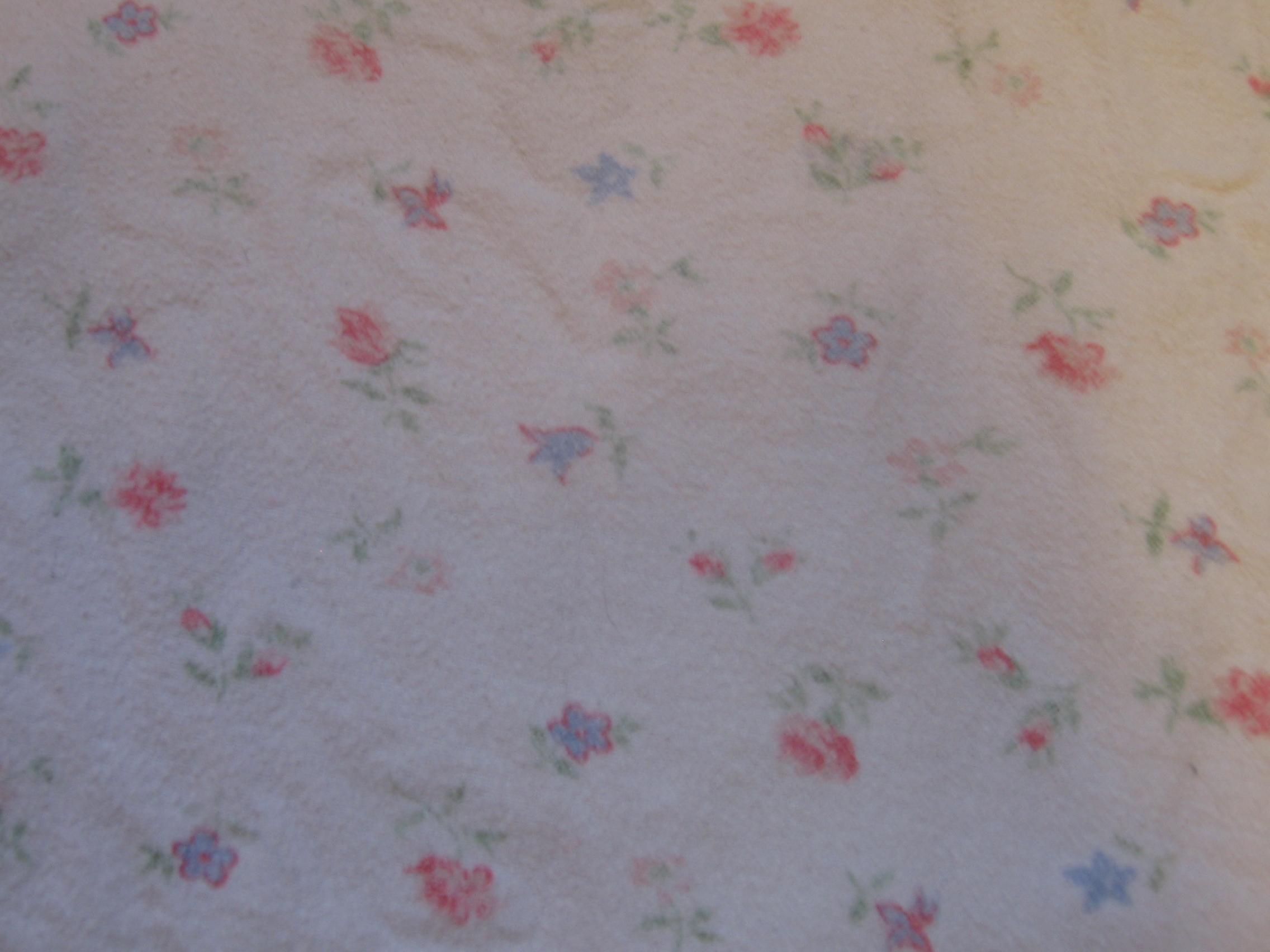
Flanella stampata

La flanella è un tessuto leggero, morbido, caldo, con armatura a saia.
Realizzato in lana o cotone, con filato cardato, ha superficie uniforme, leggermente pelosa. Subisce come trattamenti di finissaggio: follatura, garzatura e pettinatura. È particolarmente caldo, anche se leggero, perché la peluria, sollevata dalla garzatura, trattiene aria che agisce da isolante termico.
Le sue caratteristiche sono la resistenza (per i materiali usati) unita alla morbidezza, per l'armatura a saia e il finissaggio. 
Ha conosciuto momenti di maggior diffusione nel passato, quando era usata per bende e pannolini; oggi le nuove stoffe (soprattutto le magline) e le fibre sintetiche l'hanno sostituita in molti campi (biancheria da letto, pigiami).
Adatta alla confezione di abbigliamento maschile, soprattutto per camicie, giacche e pantaloni, può essere in tinta unita o scozzese.
La flanella vegetale, inventata da Léopold Lairitz in Germania nel 1800, utilizza fibre di pino silvestre anziché di lana.
La flanella di Ceylon è una miscela di lana e cotone.

## Storia
L'origine della parola è incerta, ma è stata suggerita un'origine gallese poiché un tessuto simile alla flanella può essere fatto risalire al Galles, dove era ben noto già nel XVI secolo. Il tessuto era chiamato "cotone gallese" e, nonostante il nome, era un materiale di lana grezza con una superficie soffice simile alla flanella.
Il termine francese flanelle venne utilizzato alla fine del XVII secolo, mentre il termine tedesco Flanell venne utilizzato all'inizio del XVIII secolo.
La flanella è stata prodotta fin dal XVII secolo, sostituendo gradualmente i più antichi materiali gallesi, alcuni dei quali erano definiti come "cotoni" o "fregi" (friezes), tessuti di lana grezza che erano il prodotto tessile locale. Nel XIX secolo, la flanella veniva prodotta in particolare in città come Newtown, Montgomeryshire, Hay-on-Wye, e Llanidloes. L'espansione della sua produzione è strettamente associata alla diffusione delle carderie, che preparavano la lana per la filatura, essendo questo il primo aspetto della produzione di tessuti di lana ad essere meccanizzato (a parte la follatura). La commercializzazione di questi indumenti di lana gallesi era in gran parte controllata dalla Drapers Company di Shrewsbury.
La flanella divenne popolare negli Stati Uniti durante la guerra civile, quando fu importata come materiale economico e robusto per i cappotti e le canottiere dei soldati. L'imprenditore americano Hamilton Carhartt è maggiormente accreditato per aver reso popolari i capi in flanella negli Stati Uniti. Aprì a Detroit nel 1889 uno stabilimento tessile dedicato alla flanella, il primo del suo genere. Fu negli anni successivi a questa introduzione che la classe media americana adottò la camicia di flanella come capo essenziale dell'abbigliamento da lavoro.
Un tempo, le flanelle gallesi, dello Yorkshire, del Lancashire e irlandesi differivano leggermente, in gran parte per il fatto che la qualità della lana grezza utilizzata nelle diverse località, alcune essendo più morbide e fini di altre. Le tinture determinano il colore della flanella; questo veniva ottenuto mescolando lane bianche, blu, marroni e nere in proporzioni variabili. Le tonalità più chiare venivano ottenute sbiancandole con anidride solforosa.
Negli anni '50, la stilista irlandese Sybil Connolly, ispirandosi alle isole Aran e alle tradizionali gonne contadine irlandesi, progettò una gonna "Red Flannel" utilizzando lana di flanella rossa.
In origine, la flanella era realizzata in lana pregiata a fibra corta, ma nel XX secolo si diffusero tessuti misti di seta e cotone. In questo periodo, i pantaloni di flanella divennero popolari nello sport, soprattutto nel cricket, e furono ampiamente utilizzati fino alla fine degli anni '70.
Le camicie di flanella a quadri sono diventate un capo popolare tra gli adolescenti all'inizio degli anni '90, facendo parte dello stile grunge di band come i Nirvana e i Pearl Jam.

## Curiosità
- L'espressione "far flanella" è usata per far passare il tempo oziosamente, non combinare nulla. L'espressione trae origine al tempo delle case chiuse. Era il rimprovero della tenutaria, o maîtresse, verso il cliente che sostava lungo tempo nell'atrio senza consumare. Il termine flanella però, in questo caso, non viene usato in riferimento al tessuto bensì è derivabile dal verbo francese flâner che vuol dire, appunto, bighellonare, perdere tempo.
- La famosa coperta che Linus van Pelt dei Peanuts porta sempre con sé è di flanella.
- Flanella è anche il nome di un indumento intimo maschile di flanella, lana o cotone, di colore bianco o panna.
- Un falso mito[20] vorrebbe che camicie di flanella rappresentino il vestiario di vari movimenti e influenze musicali che iniziarono a partire dagli anni '80 ma che esplosero solo nel decennio successivo.
- La flanella costituisce il tessuto con cui è composta la camicia di Ignatius J. Reilly, il protagonista del romanzo  Una banda di idioti di John Kennedy Toole.